# Chęciny
Chęciny è un comune urbano-rurale polacco del distretto di Kielce, nel voivodato della Santacroce.
Ricopre una superficie di 127,57 km² e nel 2006 contava 14 715 abitanti.

## Amministrazione

### Gemellaggi
- Rønde
- Schöneck/Vogtl.
- Javorov